# 샨 주립 박물관
샨 주립 박물관은 미얀마 샨 주 타웅지에 있는 박물관이다. 35개의 소수 종족들의 의상, 악기, 생활용품 등을 전시하고 있다. 입장료는 2$이며, 개관 시간은 오전 10시부터 오후 3시 30분까지이다.